# 인평왕후
인평왕후 김씨(仁平王后 金氏, 생몰년 미상)는 고려 제11대 왕 문종의 제1비이다.

## 생애
본관은 안산이며, 원래는 개성 왕씨이다. 현종과 원성왕후 김씨의 딸로 덕종, 정종과는 동복 남매, 남편 문종과는 이복 남매사이이다. 김씨 성은 어머니의 성씨를 따른 것으로 보인다.
한편 인평왕후와 문종의 혼인은 이복남매간의 혼인이자 모계 4촌간의 혼인으로, 종래의 족내혼보다도 특이한 양상을 띤다. 이는 현종이 김은부의 세 딸을 모두 왕비로 맞아들이고 또 그 자녀들을 서로 혼인시켜 나타난 현상이며, 이 혼인에 대해서는 왕실의 단결을 강화하기 위한 혼인이라고 평가하기도 한다.
그녀는 왕족이자 문종의 정비임에도 불구하고, 《고려사》〈열전〉에는 현종의 딸이라는 사실 외에는 아무 기록도 남아있지 있다. 따라서 그녀의 생몰년 및 능에 대한 것도 자세히 알 수 없다. 남편 문종과의 사이에서 소생은 없다. 시호는 인평왕후(仁平王后)이다.

## 가족 관계
- 아버지 : 제8대 현종(顯宗, 992~1031, 재위:1009~1031)
- 어머니 : 원성왕후(元成王后, ?~1028)
  - 오빠 : 제9대 덕종(德宗, 1016~1034, 재위:1031~1034)
  - 오빠 : 제10대 정종(靖宗, 1018~1046, 재위:1034~1046)
  - 동생 : 경숙공주(景肅公主, 생몰년 미상)
  - 남편 : 제11대 문종(文宗, 1019~1083, 재위:1046~1083)

## 참고 자료
- 《고려사》〈열전〉후비전